# Primarias del Partido Republicano de 2008 en Arizona
Las primarias republicanas de Arizona, 2008 fueron el 5 de febrero de 2008, con un total de 50 delegados nacionales.

## Resultados
| Candidato     | Votos   | Porcentajes | Delegados |
| ------------- | ------- | ----------- | --------- |
| John McCain   | 213,461 | 48.55%      | 50        |
| Mitt Romney   | 154,071 | 35.07%      | 0         |
| Mike Huckabee | 40,497  | 9.22%       | 0         |
| Rudy Giuliani | 19,160  | 4.36%       | 0         |
| Ron Paul      | 12,158  | 2.77%       | 0         |
| Total         | 439,347 | 100%        | 53*       |

* Incluye 3 delegados del comité nacional republicano